# DEF.DIVA
DEF.DIVA (デフ.ディバ) (acronyme pour "Definite Diva"), est un groupe de J-pop temporaire, créé le temps de deux singles en 2005 et 2006, composé de quatre solistes du Hello! Project : Maki Gotō, Abe Natsumi, Rika Ishikawa (toutes trois ex-Morning Musume), et Aya Matsuura. Trois d'entre elles venaient de former pendant un an le groupe au thème similaire Nochiura Natsumi.
Le nom du groupe a été choisi pour commencer avec les lettres D, E et F, pour suivre une série alphabétique entamée pour nommer d'autres groupes du H!P.
Sa formation est annoncée en septembre 2005, et son premier single, sorti le 19 octobre 2005, se classe numéro 1 à l'Oricon. On s'attend à ce qu'il ne sorte qu'un single, comme les groupes précédents formés avec les solistes du Hello! Project, mais le 25 mars 2006 sort un nouveau single en distribution limitée, qui sert de nouvel hymne officiel de l'équipe de baseball japonaise Tohoku Rakuten Golden Eagles. Le groupe se produit une dernière fois lors de la populaire émission télévisée de fin d'année Kōhaku Uta Gassen avant d'être dissous.

## Singles
- 19 octobre 2005 : Suki Sugite Baka Mitai
- 25 mars 2006 : Let's Go Rakuten Eagles (distribution limitée)

## Liens
- Discographie officielle